# Perry Mason (Filmreihe, 1934)
Perry Mason ist eine sechsteilige US-amerikanische Filmreihe von Warner Bros. Pictures nach den Romanen von Erle Stanley Gardner um den Strafverteidiger Perry Mason aus den Jahren 1934 bis 1937. Die Reihe besteht aus folgenden Filmen:
- The Case of the Howling Dog (1934), Regie: Alan Crosland
- The Case of the Curious Bride (1935), Regie: Michael Curtiz
- The Case of the Lucky Legs (1935), Regie: Archie Mayo
- The Case of the Velvet Claws (1936), Regie: William Clemens
- The Case of the Black Cat (1936), Regie: William C. McGann, Alan Crosland (ungenannt)
- The Case of the Stuttering Bishop (1937), Regie: William Clemens

In den ersten vier Filmen wird Perry Mason von Warren William dargestellt. In The Case of the Black Cat ist Ricardo Cortez in der Rolle des Strafverteidigers zu sehen. In The Case of the Stuttering Bishop wird er von Donald Woods dargestellt, der bereits in The Case of the Curious Bride eine Nebenrolle spielte. Masons Sekretärin Della Street wird von fünf verschiedenen Schauspielerinnen verkörpert: In The Case of the Howling Dog von Helen Trenholme, in The Case of the Curious Bride und The Case of the Velvet Claws von Claire Dodd, in The Case of the Lucky Legs von Genevieve Tobin,´in The Case of the Black Cat von June Travis und in The Case of the Stuttering Bishop von Ann Dvorak. Während der Dreharbeiten zu The Case of the Black Cat verstarb Regisseur Alan Crosland an den Folgen eines Autounfalls und wird daher im Vorspann nicht genannt.
Die Filme wurden bislang nicht im deutschen Sprachraum aufgeführt.
Am 23. Oktober 2012 erschien die DVD-Box „Perry Mason: The Original Warner Bros. Movies Collection“ (Region 1) in der Warner Archive Collection von Warner Home Video. Es handelt sich dabei um ein manufacture-on-demand release (MOD), das ausschließlich über den Online-Shop von Warner Bros. und ausschließlich in den USA erhältlich ist.